# Sekundærrute 409
Sekundærrute 409 er en vej der går fra Skanderborg til Lindved lidt nord for Vejle.
Vejen starter ved Ryvej i Skanderborg og går over Yding, Østbirk, Vestbirk, Nim, Hvirring, Rask Mølle og Uldum og slutter ved mødet af Primærrute 13 ved Sindbjerg kirke.